# Næsby BK
Næsby BK is een Deense voetbalclub uit Odense. De club werd in 1938 opgericht en speelt anno 2023 in de 3. Division, de vierde hoogste voetbalcompetitie in Denemarken.